# Margaret W. Rossiter
Margaret W. Rossiter (8 luglio 1944 – 3 agosto 2025) è stata una storica della scienza statunitense, docente emerita alla Cornell University, pioniera della storia delle donne nella scienza.
Nella sua opera più nota, Women Scientists in America, pubblicata in tre volumi tra il 1982 e 2012, indagò sulla presenza "invisibile" delle donne nella storia della scienza dal XIX all'inizio del XXI secolo nel contesto statunitense, ricostruendone la partecipazione e la presenza a livello di professione, e indagando sui meccanismi di esclusione presenti in ambito scientifico.
Nel 1993 coniò il termine effetto Matilda - corollario femminile dell'effetto Matteo - per definire il fenomeno secondo cui, nel settore della ricerca, i risultati delle scienziate verrebbero attribuiti ai loro colleghi uomini, durante la loro vita o successivamente, denunciando in questo modo il misconoscimento o l'omissione del contributo delle donne scienziate a causa di un sistemico pregiudizio sessista.
Secondo Rossiter, la stragrande maggioranza delle scienziate americane nell'era moderna sarebbe stata emarginata e sottoutilizzata, non per mancanza di talento o di scarse capacità, ma a causa di "forme gerarchiche e territoriali di segregazione sessuale professionale". Attraverso la "segregazione gerarchica" sarebbe stato impedito loro di salire verso posizioni apicali, di potere e di prestigio, nel mondo accademico o industriale, incanalandole in posizioni ausiliarie, di basso rango e sottopagate (assistenti nei musei, partner invisibili nei team marito-moglie, tecniche nei laboratori industriali, educatrici nelle scuole superiori, istruttrici nei college); applicando la "segregazione territoriale", si sarebbe poi provveduto a destinarle solo a lavori "femminili".

## Biografia
Margaret Rossiter e il fratello gemello Charles nacquero l'8 luglio 1944, verso la fine della seconda guerra mondiale. I suoi genitori, Mary Madden e Charles Rossiter, conoscenti fin da bambini e laureati nello stesso anno lui ad Harvard e lei al Radcliff College, si sposarono qualche settimana dopo l'attacco di Pearl Harbor. Per un certo periodo vissero all'interno o vicino le basi militari statunitensi, essendo il padre di Margaret impiegato presso l'esercito. La famiglia si trasferì in seguito nel Massachusetts vicino a Boston, prima a Malden, dove il padre insegnò storia nel locale liceo, e dal 1951 a Melrose.
Rossiter scoprì per la prima volta la storia della scienza da studente delle scuole superiori, dimostrandosi più interessata alle vite degli scienziati che agli esperimenti reali, perché "nelle sezioni di laboratorio raramente riuscivamo a far sì che gli esperimenti reali riuscissero"; i libri trovati in biblioteche e gli incontri pubblici con studiosi di scienze del tempo, cui assistette con i genitori a Boston, rafforzarono la sua curiosità per questa disciplina. Grazie a una borsa di studio al merito, dal 1962 studiò matematica al Radcliffe College a Cambridge; cambiò specializzazione in chimica e poi in storia della scienza, in particolare del XIX secolo, laureandosi nel 1966. Durante gli studi sviluppò un interesse per la storia della scienza statunitense, un campo all'epoca ancora agli albori delle esplorazioni.
Dopo la laurea Rossiter trascorse l'estate lavorando per lo Smithsonian, e in seguito si iscrisse a una scuola di specializzazione all'Università del Wisconsin-Madison, dove però i corsi di storia delle scienze risultarono deludenti, e dovette provvedere con proprie ricerche e letture ad approfondire questo argomento. Al conseguimento del Master si iscrisse al dipartimento di storia della scienza a Yale, dove ottenne un secondo M.Phil. Completò il dottorato di ricerca a Yale nel 1971, lavorando su temi di scienza agraria e sulla storia degli scienziati statunitensi che studiarono in Germania nel XIX secolo. Nel 1971 pubblicò sulla rivista New England Quarterly il suo primo articolo, Benjamin Silliman and the Lowell Institute: the popularization of science in Nineteenth century America.

## Carriera e contributi accademici

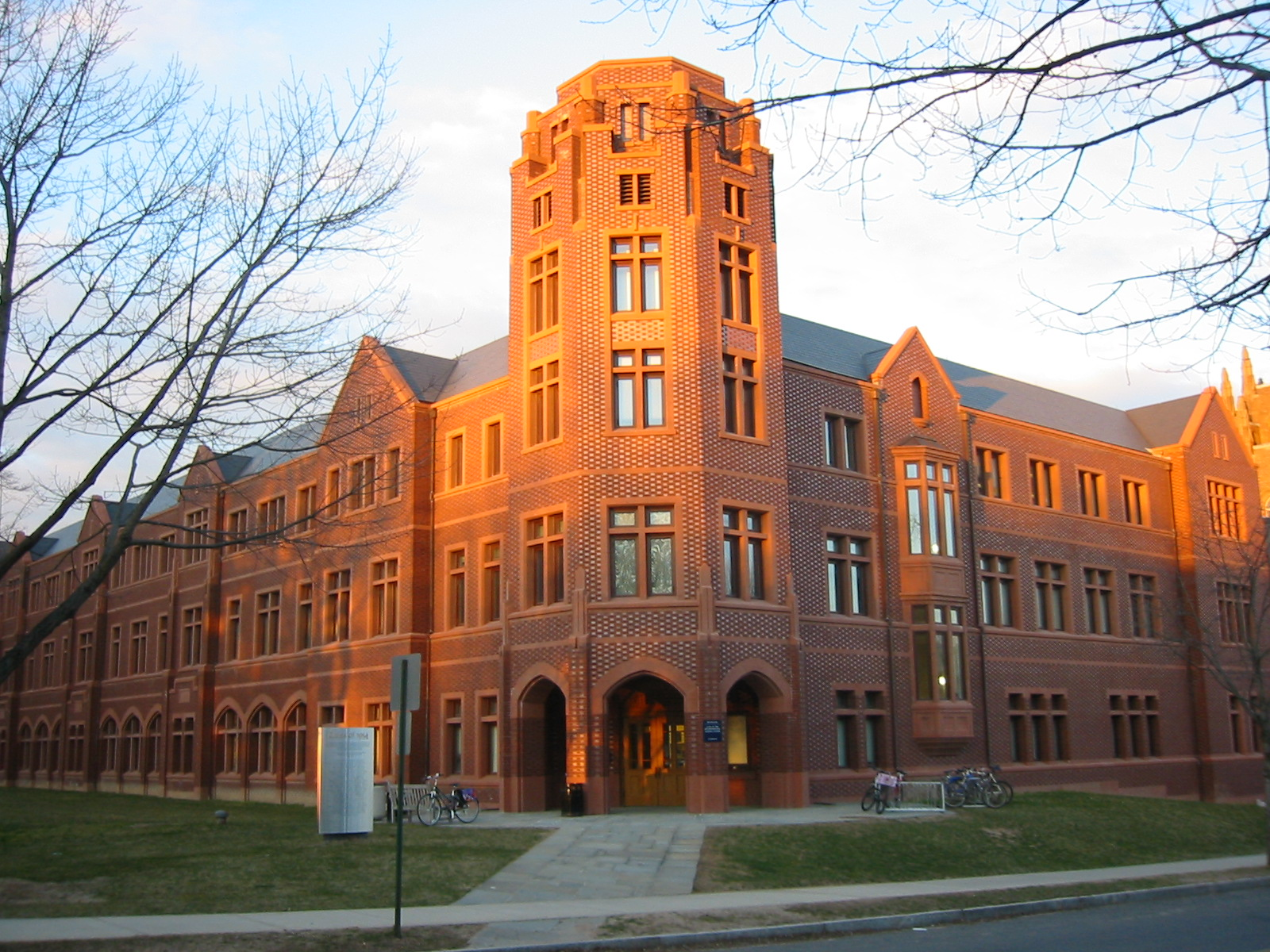
Yale Environmental Science Center

Durante i stuoi studi a Yale, Rossiter chiese alla riunione settimanale informale dei professori e degli studenti del suo dipartimento se ci fossero state donne scienziate, e le venne risposto negativamente. Nel 1971 ottenne una borsa di studio post-dottorato in American History presso il Charles Warren Center for Studies ad Harvard, dove avviò una ricerca sulla storia della professionalizzazione della scienza negli Stati Uniti fino al XX secolo. Studiando sul manuale di riferimento American Men of Science del 1906 (successivamente rinominato American Men and Women of Science), scoprì, nascoste al suo interno, le biografie di diverse scienziate, di cui parlò nel suo discorso al Warren Center. Questa scoperta la portò a scrivere un articolo, Women Scientists in America before 1920, che pubblicò nel 1974 sulla rivista American Scientist, dopo che venne rifiutato da Science e Scientific American.
Il successo dell'articolo la stimolò a continuare le sue ricerche su questo argomento, nonostante la tiepida accoglienza ottenuta da parte della comunità scientifica e storica. Dopo aver svolto attività come visiting professor presso la UC Berkeley, dove preparò la pubblicazione della sua tesi, uscita nel 1975 per i tipi della Yale University Press (The emergence of agricoltural science: Justus Liebig and the Americans, 1840-1880), rivolse la sua attenzione a un nuovo libro sulle scienziate, partendo dal campo della geologia. Per cercare questa presenza "invisibile", investigò per diversi anni su fonti - pubblicate e inedite - di provenienza accademica, governativa e industriale, registri di associazioni professionali, bibliografie, articoli di giornali e riviste, necrologi.
Ciò che la lasciò maggiormente stupita, tuttavia, fu come abbondassero notizie sulle donne laureate nelle scienze, ma non vi fosse alcuna indicazione di quale occupazione avessero trovato in seguito:

### Women Scientists in America, Struggles and Strategies to 1940
Non avendo a quel tempo ancora un posto di ruolo, Rossiter dovette lavorare principalmente con borse di studio; nel 1981 ottenne la Guggenheim Fellowship che le ha permise di continuare il suo lavoro. Un anno dopo, nel 1982, pubblicò il suo primo volume, Women Scientists in America, Struggles and Strategies to 1940 con Johns Hopkins University Press, che lo ripubblicò come paperback nel 1984. Il libro fu bene accolto e ricevette recensioni positive anche su The New York Times, Nature e Science. Nella sua introduzione Rossiter scrisse:
(Margaret W. Rossiter, Women Scientists in America, Struggles and Strategies to 1940, 1982, p. xv)

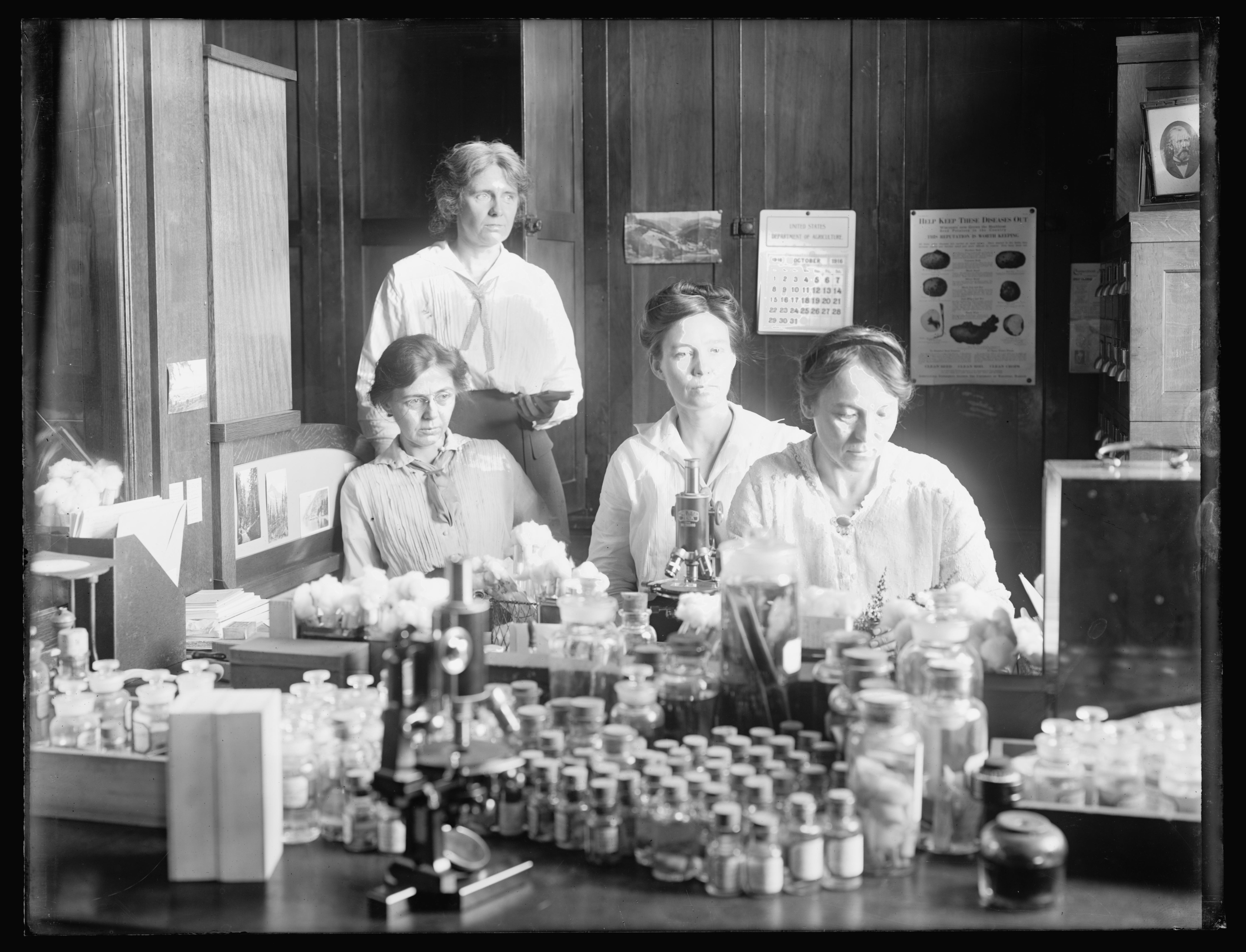
Alcune scienziate mentre stanno creando culture di parassiti, c. 1910-20

Rossiter attribuì l'omissione della presenza femminile nelle scienze alla convergenza di due fattori, apparentemente fra loro estranei: la crescita dell'istruzione superiore, dell'occupazione delle donne della classe media e del loro ruolo fuori casa; la contemporanea crescita, burocratizzazione e professionalizzazione della scienza e della tecnologia in America. Mentalità e stereotipi culturali dell'epoca avrebbero continuato ad attribuire alle donne lo svolgimento di attività ritenute proprie del loro sesso, di salute fragile, incline al sentimento, all'emotività, alla non competitività, mentre alla scienza venivano attribuiti valori opposti: rigore, razionalità, impersonalità, virilità, competizione. La donna scienziata rappresentava una contraddizione in termini, perché "innaturale": come scienziata era una donna atipica, come donna uno scienziato inconsueto. Questo elemento "psico-politico" avrebbe influenzato gran parte del comportamento di donne e uomini sull'ingresso delle donne nella scienza.
Esaminando il rapporto fra istruzione, impiego e riconoscimento, Rossiter rilevò come alla fine del XIX secolo e fino alla seconda guerra mondiale le donne alla ricerca di un impiego in campo scientifico, a prescindere dai loro studi, dall'importanza delle loro pubblicazioni e dalla loro capacità lavorativa, fossero state sottoposte a una doppia forma di "segregazione": gerarchica - a differenza di nove uomini su dieci in ascesa, esse avrebbero occupato solo i gradini più bassi della scala - e "territoriale" - sarebbero stati riservati per loro solo lavori "femminili". Notò che nell'America di quegli anni, nella società e soprattutto nelle facoltà universitarie, vi fosse molta più disponibilità ad istruire le donne nella scienza piuttosto che ad assumerle.
Negli anni Ottanta e Novanta dell'Ottocento Rossiter registrò una reazione da parte degli uomini contro la crescente femminilizzazione della cultura americana, compresa la scienza; espellere le donne in nome di "standard più elevati" divenne un modo per riaffermare con forza il predominio maschile sulla fiorente presenza femminile: "così, anche se le donne potevano affermare nel 1920 di aver aperto le porte della scienza, era abbastanza chiaro che sarebbero state limitate a posizioni appena all'interno dell'ingresso." Vi fu una forte resistenza all'accesso delle donne alle forme tradizionali di impiego scientifico, come l'insegnamento universitario o l'impiego governativo. Nel tentativo di aggirare queste barriere, le donne adottarono due tipi di strategia: rivendicare il diritto alla piena uguaglianza; accettare la disuguaglianza prevalente e gli stereotipi sessuali, usandoli per guadagni a breve termine, come la creazione di "aree di lavoro femminile" - fra cui la sanità pubblica, i servizi sociali, l'insegnamento, o circoli femminili separati nella scienze - ossia accettare il lavoro segregato e il sottoriconoscimento.
(Rossiter 1982, p. 180)
Dopo la pubblicazione del primo volume, nel periodo 1982-1983 Rossiter diresse per un anno il programma della NSF sulla storia e la filosofia della scienza, in sostituzione del titolare della cattedra, in congedo per un anno. Nel 1983-1984 lavorò come visiting professor ad Harvard, dove continuò le ricerche per il suo secondo volume. Ancora priva di un lavoro fisso, fece domanda per il programma Visiting Professorships for Women (VPW) della NSF e ricevette un incarico di un anno alla Cornell, che venne prolungato prima di due (1986-1988), poi di altri tre anni, durante i quali condivise il suo finanziamento fra tre dipartimenti, tra cui studi sulle donne, agricoltura e storia.
Nel 1989, ancora impiegata alla Cornell, divenne MacArthur Fellow. Tuttavia, non facendo parte di un Dipartimento specifico, non le venne assegnato un incarico di ruolo. Fu solo quando ricevette un'offerta con un sostanzioso budget di ricerca dall'Università della Georgia che l'amministrazione dell'Università di Cornell decise di creare per lei una cattedra, collocata nel nuovo Dipartimento di studi scientifici e tecnologici, includendovi il programma di Storia e Filosofia della Scienza e della Tecnologia.

### Women Scientists in America: Before Affirmative Action, 1940-1972
Dopo aver ottenuto l'incarico alla Cornell University, Rossiter riuscì a completare la ricerca per il suo secondo volume, Women Scientists in America: Before Affirmative Action, 1940-1972, pubblicato dalla Johns Hopkins nel 1995. In quest'opera, organizzata per argomento e cronologicamente, esaminò gli ostacoli posti alla piena partecipazione delle donne come scienziate, le lotte e le strategie da loro adottate, dalla seconda guerra mondiale al 1972, "un'età d'oro per la scienza" in termini di risultati e risorse disponibili per l'istruzione e la ricerca, ma da lei definita "un'età oscura" per le donne nelle professioni.
Dopo la guerra, infatti, secondo l'autrice, si sarebbe imposta una fase di "rimascolinizzazione" della scienza: tra i quasi 8 milioni di persone che in questo periodo ritornarono nelle università americane, vi furono solo 400.000 donne. Mentre il numero di uomini che ottennero un dottorato in scienze aumentò da 800 a 4000 dal 1946 al 1960, il numero di donne si mantenne sotto le 500 unità; le università preferirono di gran lunga assumere uomini nei posti apicali. Nel 1960, su 255 donne impiegate in 20 importanti università, solo cinque di esse furono assistenti e nessuna docente ordinario.

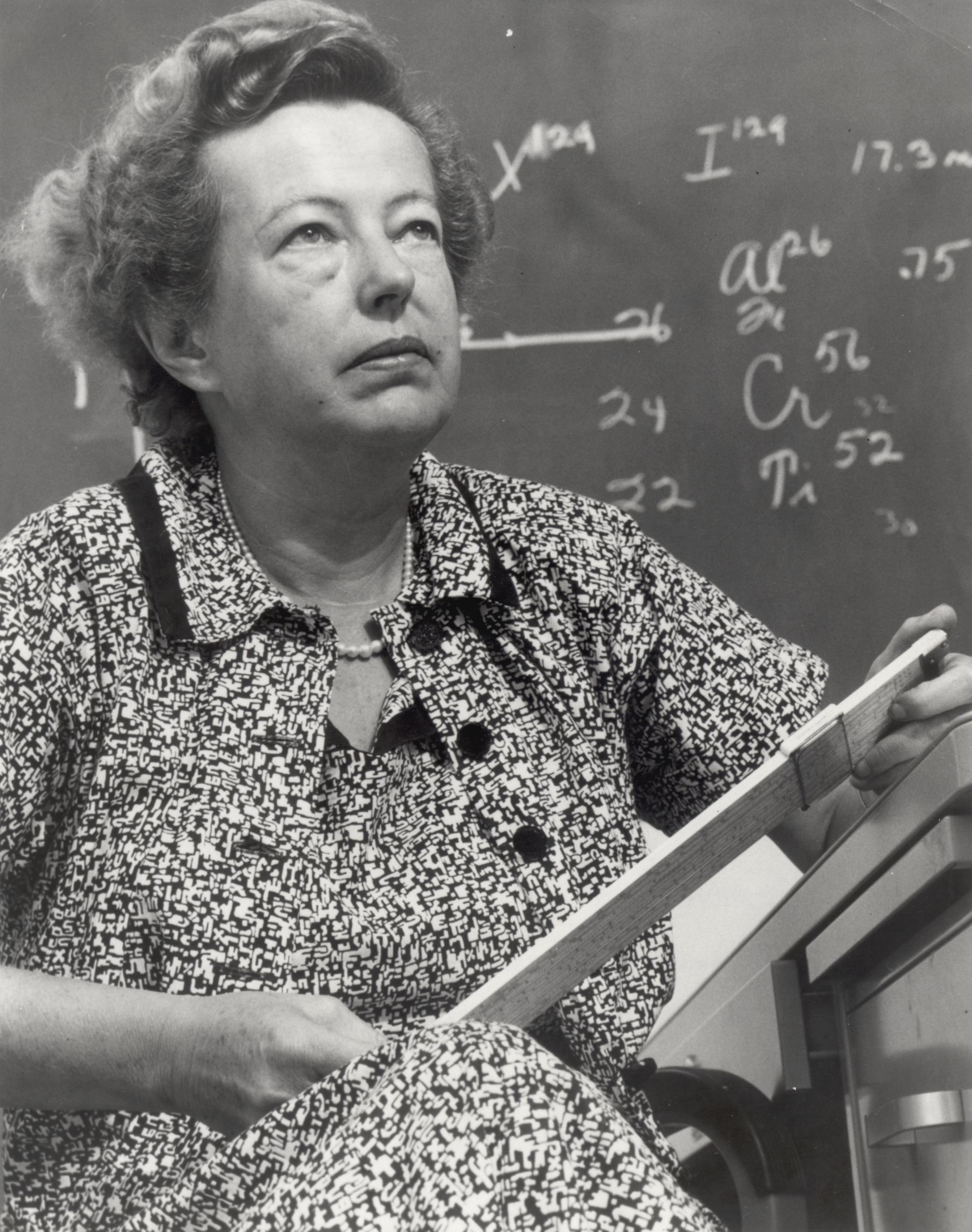
Maria Goeppert-Mayer, Premio Nobel per la fisica 1963

Negli anni Sessanta le scienziate impiegate nel governo federale arrivarono a costituire solo il 4,3% del personale scientifico e ingegneristico. Tra le barriere principali che nelle università condannarono le scienziate all'"invisibilità", Rossiter indicò le norme sull'antinepotismo proibenti agli uomini e alle donne sposati di ricoprire entrambi incarichi di ruolo; tali disposizioni ebbero un impatto diverso nella carriera scientifica delle donne rispetto a quello dei loro mariti. Fra gli esempi citati, il caso eclatante della matematica Josephine M. Mitchell, docente di ruolo presso l'Università dell'Illinois negli anni '50, rimossa dall'incarico dopo aver sposato il giovane matematico Lowell Schoenfeld, allora assistente docente presso lo stesso ateneo, al quale venne invece mantenuta la posizione. Molte scienziate illustri, mogli di altrettanti scienziati, spesso preferirono continuare a lavorare nell'ombra, come volontarie non retribuite, piuttosto di rinunciare alla loro attività di ricerca, come nel caso di Maria Goeppert-Mayer, fisica pluripremiata (con J. Hans D. Jensen vinse nel 1963 il premio Nobel per la fisica), ma anche moglie di Joseph Mayer, docente di chimica, che "diede origine alla creazione di una nuova categoria, quella del "professore volontario" di fisica".
Due delle tre donne che vinsero un premio Nobel tra il 1940 e il 1970, come Maria Goeppert-Mayer e la biochimica Gerty Theresa, immigrate statunitensi, vennero ritenute da Rossiter dei simboli, delle eccezioni per la scienza e per il loro sesso. In particolare l'autrice rilevò come le due scienziate avessero in comune la nascita all'estero e l'immigrazione negli Stati Uniti con i loro mariti; l'attitudine a non lamentarsi, anche in presenza di problemi sul lavoro, la non partecipazione a gruppi scientifici o professionali. Dopo la vincita del Nobel, l'autrice fece notare come alcune riviste si fossero concentrate su aspetti della loro vita familiare (scelta non comune per i loro colleghi maschi), e avessero prodotto servizi sulla loro casa, il loro ruolo di mogli, i vestiti indossati durante la cerimonia di premiazione.

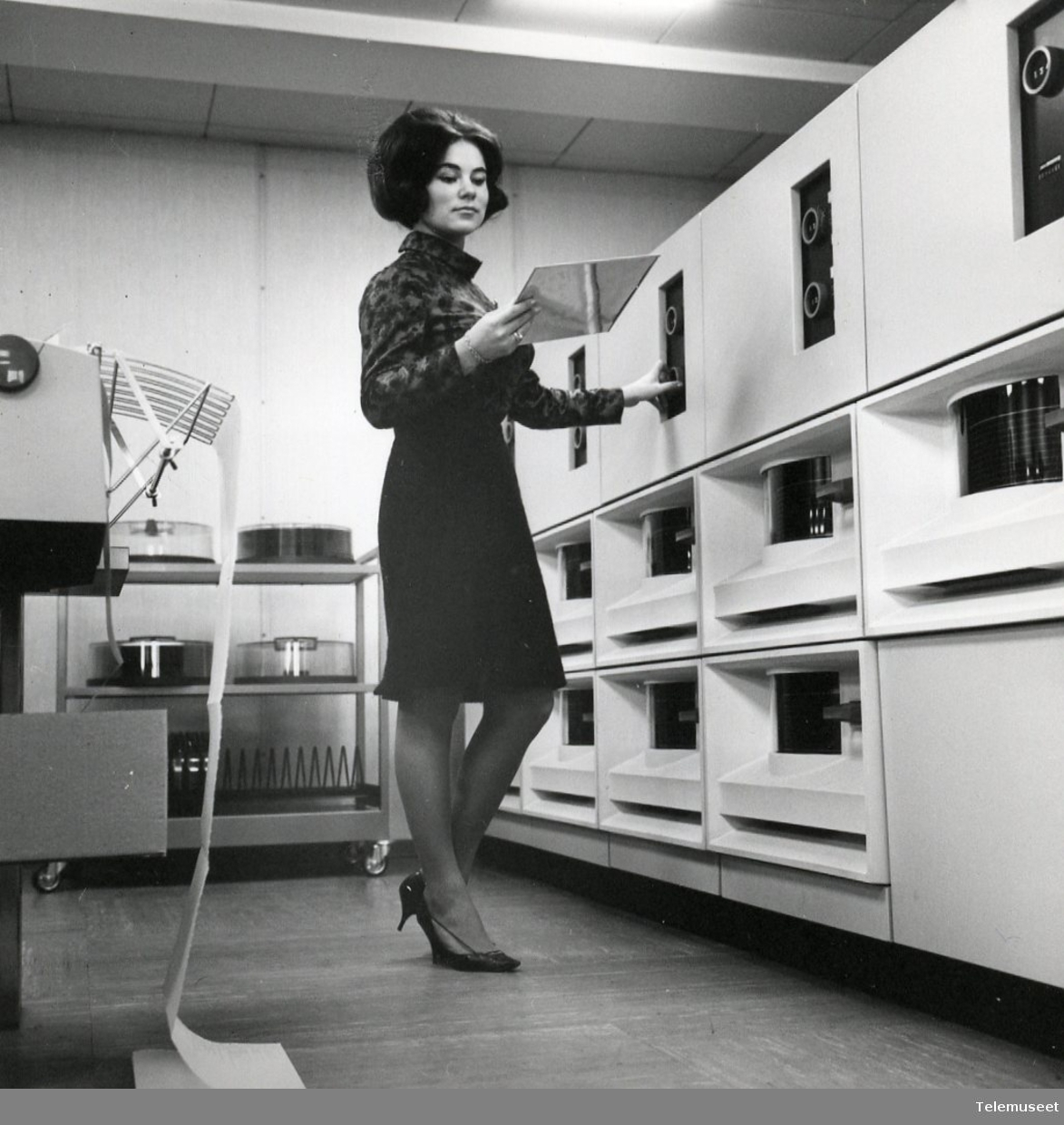
IBM 2314

Nel libro inserì numerosi diagrammi, tabelle e grafici per mostrare come il pregiudizio sessista, volto a porre barriere strutturali all'occupazione delle donne, si fosse mantenuto anche dopo gli anni Quaranta del Novecento: sebbene le donne fossero presenti, in proporzioni variabili, nelle diverse discipline scientifiche, raramente esse occuparono posizioni apicali. Nel nuovo campo dell'informatica, ad esempio, le donne con esperienze in matematica vennero assunte solo come programmatrici, ritenendo che fossero più abili degli uomini nel lavoro "dettagliato" e confidando inoltre da parte dei datori di lavoro sul fatto che raramente esse avrebbero accettato di svolgere tali mansioni abbastanza a lungo da guadagnare una posizione di rango più alta. Rossiter descrisse di come il "gigante IBM" fin dai suoi esordi, assunse centinaia di donne laureate in matematica di "bell'aspetto" come rappresentanti del "servizio clienti", per svolgere un lavoro di assistenza ai problemi degli utenti da rassicurare da persone "calme e piene di tatto".
Nel capitolo finale l'autrice osservò anche come negli anni Sessanta, in una fase di rapido aumento del numero delle scienziate impiegate nelle istituzioni educative, soprattutto in sociologia e scienze biologiche, ma anche in chimica, matematica e psicologia, molte di esse, prima a livello individuale e poi collettivo, avessero cominciato a organizzarsi e a protestare, attraverso petizioni, marce, raccolte di dati e rapporti, per chiedere un cambiamento politico nei loro posti di lavoro e nelle associazioni scientifiche. L'influenza del pensiero femminista - nel 1963 vennero pubblicati i testi di Alice S. Rossi e Betty Friedan - e le mobilitazioni per i diritti civili avrebbero reso le pratiche discriminatorie sempre più intollerabili e oltraggiose, spingendo il Congresso ad approvare una legge fondamentale per promuovere pari opportunità di lavoro. L'approvazione dell'Equal Employment Opportunity Act, firmato dal Presidente Nixon nel marzo 1972, secondo Rossiter concluse un'era, rappresentò una "rivoluzione legale" nell'istruzione e nei diritti di lavoro delle donne, e ne aprì una nuova, una promessa di un miglioramento della condizione delle donne nelle carriere scientifiche.
Anche il secondo volume venne ben accolto e nel 1997 vinse il Premio Storia delle donne nella scienza e il Premio Pfizer. Il Premio Storia delle donne nella scienza venne successivamente intitolato a Rossiter.
Nel 1994 assunse la direzione dell'Isis, la rivista ufficiale della Società di Storia della Scienza, che proseguì fino al 2003. Continuò a insegnare corsi di agricoltura, donne nella scienza e storia della scienza alla Cornell fino al suo pensionamento nel 2017, diventando in seguito Marie Underhill Noll docente emerita di Storia della scienza e docente di Graduate School.

### Women Scientists in America:Forging a New World since 1972
Rossiter completò la sua trilogia su Women Scientists in America con la pubblicazione nel 2012 del terzo volume Forging a New World since 1972. Partendo dalla valutazione dei risultati ottenuti dalle scienziate con l'approvazione nel 1972 dei provvedimenti legislativi sulle pari opportunità di lavoro - l'Equal Employment Opportunity Act e l'Education Amendments Act, con i quali vennero proibite le discriminazioni di genere sul posto di lavoro e nel campo dell'istruzione - esaminò la storia delle scienziate in America fino agli inizi del XXI secolo, mostrando i limiti di questi interventi istituzionali, gli sviluppi positivi maturati durante questo periodo, le sfide rimaste aperte.

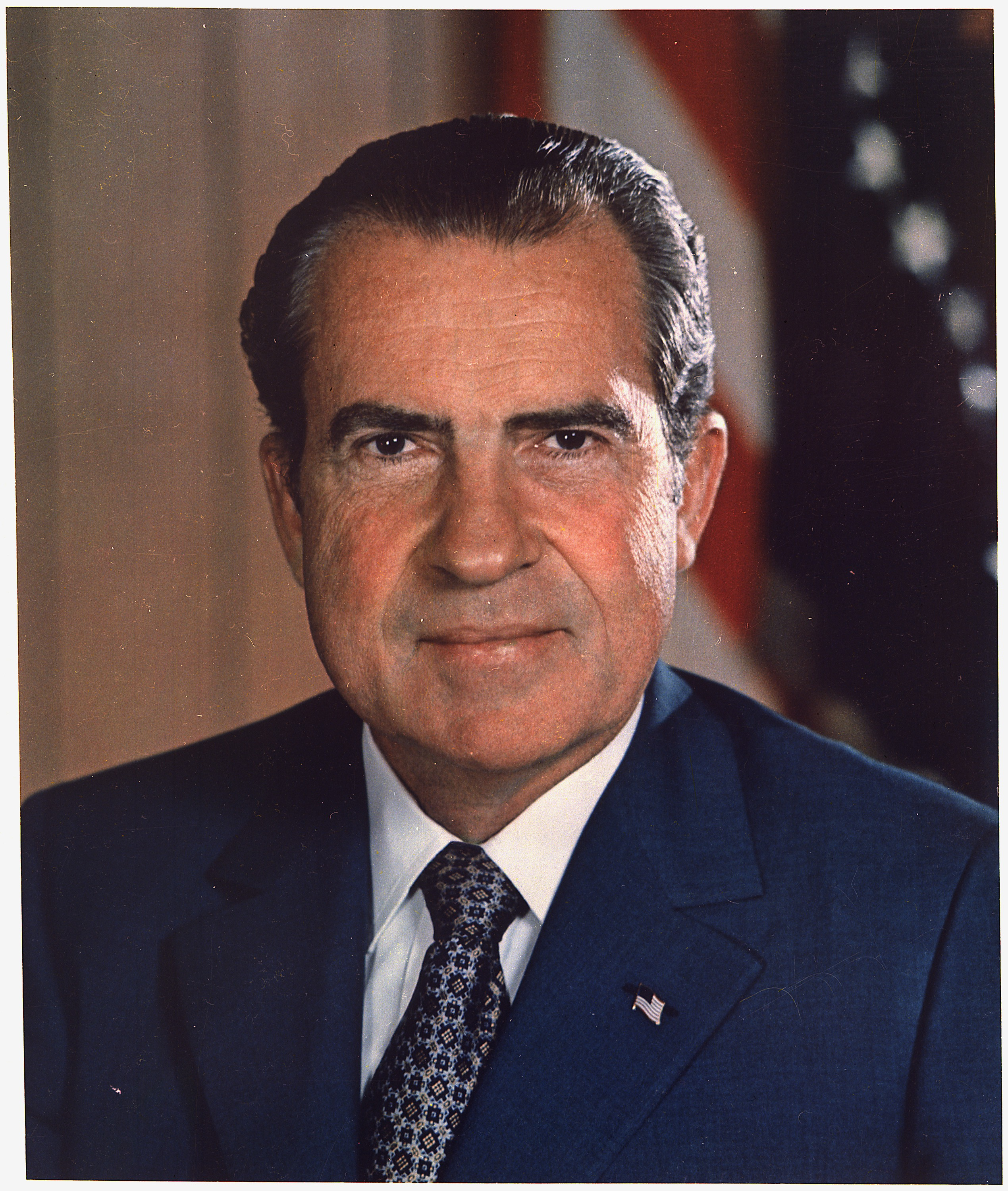
Richard Nixon. Sotto la sua Presidenza venne approvato l'Equal Employment Opportunity Act (1972)

Nella prima metà del libro l'autrice raccontò le reti che le donne costruirono per fare pressione in modo più efficace per realizzare il cambiamento, descrivendo anche i casi di coloro che denunciarono le disuguaglianze nel reclutamento femminile nelle università attraverso azioni legali, chiedendo un risarcimento per l'ingiusto trattamento. Mentre vennero alla luce, nel corso del tempo, i limiti dell'Equal Employment Opportunity Act del 1972 come strumento di trasformazione dello status quo, secondo Rossiter la spinta più importante al cambiamento sarebbe venuta dagli sforzi compiuti negli anni '70 da college e università per attrarre studentesse, e dalle stesse scienziate di ruolo nelle università che, sulla spinta del movimento femminista, per uscire dal loro isolamento formarono gruppi di sostegno e di discussione, scambiandosi le loro esperienze e offrendosi come mentori per le nuove arrivate.
L'offerta rivolta alle giovani donne di studiare scienze si accompagnò a iniziative pre-universitarie per rendere la scienza e la matematica più attraenti per le ragazze e all'aumento del budget destinati ai borsisti post-dottorato, che sarebbero però stati principalmente utilizzati per acquisire manodopera a basso costo e a lungo termine, in cambio di una formazione avanzata.
Nella seconda metà del libro Rossiter esaminò la variazione, nei decenni, delle opportunità occupazionali per le scienziate, rilevando come all'aumento del numero di posti di lavoro nell'industria e nel governo federale, non fosse corrisposto, per le donne, un adeguato avanzamento nelle carriere professionali: il "soffitto di vetro" le avrebbe bloccate all'estremità inferiore della scala del lavoro, specie nel mondo universitario, rivelatosi fra i più resistenti al cambiamento. Rossiter mostrò come, tra il 1980 e il 2000, si fossero registrati scarsi progressi nelle migliori università di ricerca e come la non ingerenza dei giudici nella politica universitaria avesse portato molte donne a scegliere di accettare lo status quo, nella paura di subire ritorsioni nel loro posto di lavoro. Nonostante i progressi e le riforme istituzionali avvenute negli anni '80 e '90, nell'ultimo capitolo del libro la domanda iniziale di Rossister "Perché così poche?" divenne "Perché così sole?" o "Perché così isolate?", mostrando come restasse ancora molta strada da fare per trasformare la cultura delle istituzioni in modo da porre fine alla discriminazione di genere sul posto di lavoro.

### Effetto Matilda
(Vangelo di Matteo, 13:12)
Usato per la prima volta dal sociologo statunitense Robert K. Merton nel 1968, con il termine biblico "effetto Matteo", si volle indicare l'"accumulo di vantaggi" goduto dagli individui posti ai vertici della professione scientifica, accentratori di lavori e studi realizzati da o condivisi con altri, generalmente collaboratori poco conosciuti, destinati a rimanere nell'oscurità.

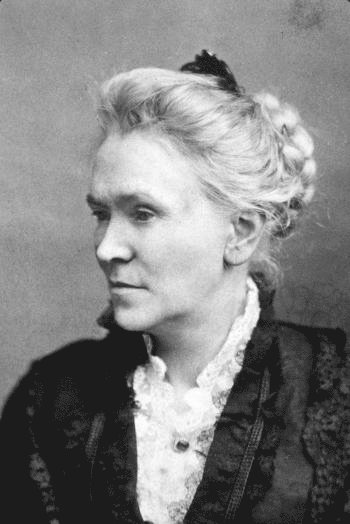
Matilda Joslyn Gage (1826-1898), la suffragetta americana cui Rossiter si ispirò per coniare il termine "effetto Matilda"

Rossiter estese queste considerazioni alla condizione delle scienziate nella storia, osservando come, sebbene ci fossero state donne come Marie Curie e Maria Goeppart Mayer alle quali furono riconosciuti i giusti meriti, questo non si verificò nella maggior parte degli altri casi: la presenza delle donne nel corso dei secoli sarebbe stata generalmente sottovalutata e minimizzata.
Fra i molti esempi citati da Rossiter vi fu quello di Trotula, una medica della scuola medica salernitana vissuta nella seconda metà dell'XI secolo, non nominata nei libri di testo; quello della genetista Nettie Stevens che, nello stesso periodo di Edmund Beecher Wilson della Columbia University, scoprì la natura cromosomica della determinazione del sesso, ma non ottenne alcun merito, e della fisica austriaca Lise Meitner che lavorò per decenni con Otto Hahn in Germania, e nel 1944 apprese che solo lui venne insignito del Premio Nobel per una delle più grandi scoperte collaborative del secolo.
Questo modello, secondo Rossiter, sarebbe risultato ancora più penalizzante nel caso di coppie sposate, nelle quali generalmente fu il marito a comparire come autore del lavoro scientifico o come artefice delle scoperte, anche quando non corrispondente alla realtà dei fatti, come nel caso dei fisici britannici Hertha e W.E. Ayrton. Un ulteriore esempio citato da Rossiter per dar conto dell'ampia accettazione e pervasività di questo modello fu la deliberata cancellazione della presenza delle donne compiuta in ambito editoriale, come quella messa in opera dall'editore scientifico Gale, che dalla prima edizione del 1906 fino al 1971 scelse di intitolare il repertorio biografico sugli scienziati di primo piano negli Stati Uniti e in Canada American Men of Science, sebbene vi fossero comprese centinaia e poi migliaia di nomi di donne. A questa versione, unicamente maschile, si sarebbero conformati, nel corso del Novecento, altri numerosi e autorevoli manuali, repertori ed enciclopedie.
Alla fine del suo articolo, ricordando il termine "effetto Matteo" e decidendo con quale nome declinare al femminile il fenomeno fin qui descritto di sistematica sottovalutazione dei contributi delle donne alla scienza, Rossiter, "come storica delle donne americane", optò per il termine effetto Matilda, con riferimento a Matilda Joslyn Gage (1826-98), autrice di un volume sulla storia delle donne nella tecnologia, Woman as Inventor, "una femminista americana del XIX secolo, suffragista, critica della religione e della Bibbia e prima sociologa della conoscenza, che intravide ciò che stava accadendo, percepì il modello, lo deplorò, e lei stessa sperimentò alcuni degli stessi fenomeni qui descritti."

## Opere (selezione)
- The Emergence of Agricultural Science. Justus Liebig and the Americans, 1840-1880, New Haven, CT, Yale University Press, 1975, ISBN 978-0-300-01721-2
- Women Scientists in America, Struggles and Strategies to 1940,  Baltimore, MD, Johns Hopkins University Press, 1982, ISBN ISBN 978-0801857119
- Historical Writing on American Science, (a cura di) Sally Gregory Kohlstedt e Margaret W. Rossiter, Baltimore, MD, Johns Hopkins University Press, 1985, ISBN 9780934235037
- Science at Harvard University: historical perspectives (a cura di) Clark Elliott e Margaret W. Rossiter, Bethlehem, Lehigh University Press, 1992, OCLC 22909007
- Women Scientists in America: Before Affirmative Action, 1940-1972,  Baltimore, Johns Hopkins University Press, 1995, ISBN 978-0801857119
- Catching Up with the Vision, Essays on the Occasion of the 75th Anniversary of the Founding of the History of Science Society, Chicago, University of Chicago Press, 1999, OCLC 42676031
- A Twisted Tale: Women in the Physical Sciences in the Nineteenth and Twentieth Centuries, in The Cambridge History of Science (Mary Jo Nye, ed.), Vol. 5, Cambridge, UK,  Cambridge University Press, 2003, pp. 54–71. OCLC 1326895670
- Women Scientists in America: Forging a New World Since 1972, Baltimore, MD, Johns Hopkins University Press, 2012, ISBN 9781421403632
- Centaurus Spotlight: Using the Past to Enhance the Future: Introduction, in Centaurus, vol. 54, n. 3, Agosto 2012, OCLC 6895986142